# Jermal
Jermals werden die etwa 1.000 m² großen Fischereiplattformen genannt, von denen ca. 1.700 in der Straße von Malakka vor der Küste der indonesischen Insel Sumatra liegen. Sie stehen als Pfahlbauten am Ende einer riesigen Reuse aus Pfählen, die zusammen mit der Meeresströmung Fische unter die Jamals leitet. Viele sind illegal errichtet.
Wie fast das ganze Fischereiwesen, so gehört auch die überwiegende Anzahl der Jermals der chinastämmigen Bevölkerungsgruppe von Indonesien.
Obwohl auch in Indonesien Kinderarbeit verboten ist, besteht der größte Anteil der Arbeiter auf den Plattformen aus Kindern und Jugendlichen, die dort unter sklavenartigen Bedingungen gehalten werden. Sie können die Plattform meist über Monate nicht verlassen und werden nach Ablauf ihres „Arbeitsvertrages“ erst an Land gebracht, wenn ihre Nachfolger eingearbeitet sind.